# Arcyptera tornosi
Arcyptera tornosi is een rechtvleugelig insect uit de familie veldsprinkhanen (Acrididae). De wetenschappelijke naam van deze soort is voor het eerst geldig gepubliceerd in 1884 door Bolívar.
1. ↑  (en) Arcyptera tornosi op de IUCN Red List of Threatened Species.